# Семантический дифференциал
Семантический дифференциал (англ. semantic differential) — метод построения индивидуальных или групповых семантических пространств (англ. semantic space). Координатами объекта в семантическом пространстве служат его оценки по ряду биполярных градуированных (трех-, пяти-, семибалльных) оценочных шкал (англ. rate scale), противоположные полюса которых заданы с помощью вербальных антонимов. Эти шкалы отобраны из множества пробных шкал методами факторного анализа.
Метод семантического дифференциала был введён в психологические исследования Чарльзом Осгудом (англ. Charles E. Osgood) в 1952 году. Ч. Осгуд обосновывал использование трёх базисных оценочных семибалльных шкал:
|               |          |   |   |   |   |    |    |    |            |  |
| «оценка»:     | хороший  | 3 | 2 | 1 | 0 | −1 | −2 | −3 | плохой     |  |
| «сила»:       | сильный  | 3 | 2 | 1 | 0 | −1 | −2 | −3 | слабый     |  |
| «активность»: | активный | 3 | 2 | 1 | 0 | −1 | −2 | −3 | пассивный. |  |
Семантическим дифференциалом (в узком смысле) называют также биполярную градуированную оценочную шкалу, используемую в методе семантического дифференциала.

## Построение координат значения
Для построения субъективного семантического пространства группе испытуемых предлагается оценить некое множество объектов (понятий) по набору биполярных градуированных шкал. При построении таких оценок, по мнению Ч. Осгуда и последующих исследователей, существенную роль играет явление синестезии.
Синестезия — это основа метафорических переносов и оценок, позволяющая, например, оценивать голос как мягкий или жёсткий (то есть по биполярной шкале «мягкий-жёсткий»). Феномен синестезии состоит в возникновении ощущения одной модальности под воздействием раздражителя другой модальности.
Оценки понятий по исходным шкалам, как правило, коррелируют друг с другом. С помощью факторного анализа удается выделить главные, базисные шкалы. Оценки по остальным шкалам являются функциями от базисных оценок с точностью до сравнительно небольшой случайной ошибки.
Размеры групп испытуемых могут быть чрезвычайно различны: от одного человека (индивидуальное семантическое пространство) до репрезентативных выборок, представляющих большие социальные группы или целые нации. Число объектов и пробных шкал возможно в диапазоне от нескольких десятков до сотен.
В качестве полюсов для определения биполярных шкал возможно использование не только прилагательных. Например, в исследовании В. Ф. Петренко были использованы графические абстрактные изображения. Ранее графическими изображениями для обозначения полюсов шкал воспользовался Леон Джемс. Варианты таких полярных изображений: чёрный круг — белый круг; стрелка, направленная вверх, — стрелка, направленная вниз, и т. п.
Кроме того, в исследованиях часто используются монополярные шкалы, с помощью которых объекты оцениваются по выраженности одного свойства; применение факторного анализа для поиска базисных свойств не требует биполярности. Униполярные шкалы с использованием прилагательных в англоязычной литературе часто называют шкалами Стапеля или шкалами Ликерта по имени исследователей, впервые описавших применение такого типа шкал. В русскоязычной психологической литературе за всеми оценочными шкалами вообще с числом пунктов шкалы больше трёх закрепилось наименование «семантический дифференциал».
Также различными могут быть и методы обработки: от классического факторного анализа и метода главных компонент до нейронных сетей и многочисленных других нелинейных обобщений.
Базисные шкалы Ч. Осгуда далеко не всегда являются главными факторами, и размерность семантических пространств также не всегда равна 3. Так, в качестве основных координат в индивидуальном семантическом пространстве встречаются такие наборы, как
приятный — неприятный, опасный — безопасный (размерность 2);
появляются также 6-7 мерные индивидуальные семантические пространства.

## Развитие метода и его варианты
В. Ф. Петренко были выделены следующие факторы: «оценка», «сила», «активность» (Осгудовский базис) и, кроме того, «упорядоченность», «сложность», и ещё один особенный фактор, названный «комфортность».
Независимо от Чарльза Осгуда, сходная методика была разработана в рамках психотерапевтической практики Джорджем А. Келли и его последователями.
На базе семантического дифференциала был разработан «Проективный семантический метод»использует 30 самых общих абстракций (Красота, Прошлое, Будущее, История, Работа) и 60 биполярных шкал из списка Осгуда, так, что и абстракции, и шкалы относятся к 7 семантическим группам, включая 3 классических фактора Осгуда и факторов выделенных Петренко. Например, в категории «Силы» используются объекты Сила, Власть и шкалы (например) «слабое-сильное», важное — неважное", в категории «Стимуляция» — объекты Красота, Моя Идеальная Женщина (Мужчина), Престиж и шкалы (например) «стимулирующее-скучное», «интересное — неинтересное». Этот принцип называется «Объект-шкальной симметрией» и призван выявить нюансы семантического восприятия, которые независимы от культуры, опыта и образования (то есть биологически-обусловленные факторы этого восприятия, такие как пол и темперамент). Предполагается, что все люди одинаково должны оценивать силу как сильную и активность как нечто активное. Использование этого метода действительно выявило разницу в оценках людей, контрастных по полу и/или темпераменту.

## Приложения метода
Метод семантического дифференциала позволяет ставить и решать следующие типовые вопросы:
1. различие в оценке одного понятия разными испытуемыми (или разными группами испытуемых в среднем по группе);
2. различие в оценке двух (или более) понятий одним и тем же испытуемым (или группой);
3. различие в оценке одного и того же понятия одним и тем же испытуемым (или группой) в разное время (то есть измерять изменения значений, которые возникают под воздействием средств массовой коммуникации, из-за изменения социальных или культурных контекстов, в результате обучения и т. д.)

Построение семантических пространств и анализ положения объектов в семантических пространствах — важный инструмент во многих практических приложениях:
- Для анализа восприятия рекламы и для её проектирования[8][9];
- Для сравнительного анализа различных групп — от групп потребителей в маркетинге[10] до гендерных стереотипов[11];
- Для исследования экономического поведения[12];
- Для изучения важнейших процессов социальной самоидентификации[13] и для решения многих других задач социологии[14]
- в политических технологиях[15][16].
- в расстановке персонала[17]

и во многих других областях.